# Škocjanski zatok (FFH-Gebiet)
Das Fauna-Flora-Habitat-Gebiet Škocjanski zatok (deutsch: Bucht von Škocjan) liegt auf dem Gebiet der Stadt Koper im Südwesten Sloweniens. Die Bucht liegt im Mündungsbereich des Flusses Badaševica in die Adria. Es handelt sich um die einzige größere Brackwasser-Bucht des Landes. 
Das Gebiet ist flächengleich auch als europäisches Vogelschutzgebiet gemeldet.

## Schutzzweck

### Lebensraumtypen
Folgende Lebensraumtypen nach Anhang I der FFH-Richtlinie kommen im Gebiet vor:
| EU Code | * | Lebensraumtyp (offizielle Bezeichnung)                                                            | Fläche |
| ------- | - | ------------------------------------------------------------------------------------------------- | ------ |
| 1140    |   | Vegetationsfreies Schlick-, Sand- und Mischwatt                                                   | 22.2   |
| 1150    |   | Lagunen des Küstenraumes (Strandseen)                                                             | 19.7   |
| 1310    |   | Pioniervegetation mit Salicornia und anderen einjährigen Arten auf Schlamm und Sand (Quellerwatt) | 22.1   |
| 1410    |   | Mediterrane Salzwiesen (Juncetalia maritimi)                                                      | 36.4   |
| 1420    |   | Quellerwatten des Mittelmeer- und gemäßigten atlantischen Raums (Sarcocornetea fruticosae)        | 22.1   |

### Arteninventar
Folgende Arten von gemeinschaftlichem Interesse kommen im Gebiet vor:
| Bild                     | EU Code | * | Art                      | wissenschaftlicher Name | Artengruppe           |
| ------------------------ | ------- | - | ------------------------ | ----------------------- | --------------------- |
| Zierliche Tellerschnecke | 4056    |   | Zierliche Tellerschnecke | Anisus vorticulus       | Schnecken             |
|                          | 1152    |   | Zebrakärpfling           | Aphanius fasciatus      | Fische und Rundmäuler |